# 윤극영가옥
윤극영가옥은 서울특별시 강북구 수유동에 있는 아동음악가인 윤극영이 지냈던 집이다.  

## 소개
아동음악가이자 동요 반달의 작곡가로 알려진 윤극영이 1988년 작고할 때까지 지냈던 옛집으로 2013년까지 윤극영의 장남이 지내면서 개인 사유지로 있었다가 서울시에서 윤극영의 업적을 기리고자 가옥을 인수하여 고인의 유품과 자료 등을 기증받아 2014년 전시관으로 개장하였다. 
가옥 안에는 윤극영이 지냈던 방과 거실 등이 전시되어있으며 그 외에 반달 작곡본 등 여러 유품과 자료 등이 전시되어있다. 

## 현황
- 윤극영의 방과 거실
- 윤극영의 연보
- 윤극영의 동요 작곡본 등의 자료본 전시
- 윤극영의 보도자료

## 정보
- 입장료 : 무료
- 관람시간 : 화 ~ 일요일 오전 10시 ~ 오후 6시(하절기), 오후 5시(동절기)
- 매주 월요일, 공휴일 휴관